# Điền Trù
Điền Trù (chữ Hán: 田畴, 169 – 214), tên tự là Tử Thái, người huyện Vô Chung, quận Hữu Bắc Bình, là ẩn sĩ cuối đời Đông Hán trong lịch sử Trung Quốc.

## Cuộc đời và sự nghiệp

### Thụ mệnh đi sứ, viếng mộ Lưu Ngu
Trù thích đọc sách, giỏi đánh kiếm. Năm Sơ Bình đầu tiên (190), Đổng Trác dời Hán Hiến đế sang Trường An, U Châu mục Lưu Ngu tìm người làm sứ giả đến triều đình, mọi người đề cử Điền Trù – khi ấy mới 22 tuổi – nên ông được Ngu cho thự chức Tòng sự. Lưu Ngu sắp đặt ngựa xe, Trù từ chối, tự tổ chức kỵ đội, ra khỏi biên tái, nhằm thẳng Sóc Phương, rồi đi tắt đến Trường An. Tại kinh thành, Trù được khen ngợi rất nhiều, nhưng ông từ chối nhận phong thưởng cũng như các lời mời làm quan. 
Trước khi lên đường, Trù đã cảnh báo Lưu Ngu về Công Tôn Toản, nhưng Ngu không nghe. Nhận được chương báo (thư trả lời), Trù vội quay về, nhưng chưa kịp thì Ngu đã bị Toản sát hại (193). Trù bái yết mộ của Ngu, đọc chương báo, than khóc rồi đi. Toản cả giận, bắt giữ Trù, nhưng không giết mà câu thúc ông trong quân. Vì danh vọng của Trù quá lớn, Toản đành thả ông đi. 

### Ẩn cư trong núi, giúp chinh Ô Hoàn
Trù đưa tông tộc và tùy tùng vài trăm người vào núi Từ Vô, tự cày cấy phụng dưỡng cha mẹ. Sau vài năm, trăm họ theo về, lên đến hơn 5000 gia đình. Trù được mọi người cử làm thủ lĩnh, định lập pháp luật, chế ra lễ nghi, tổ chức giáo dục, được người ở bắc biên tin phục; Ô Hoàn, Tiên Ti sai sứ giả giao thiệp, cha con Viên Thiệu, Viên Thượng nhiều lần vời gọi, Trù đều cự tuyệt. 
Năm Kiến An thứ 12 (207), Tào Tháo chinh phạt Ô Hoàn, sai Điền Dự làm sứ giả đi gọi Trù, ông lập tức đến gặp. Trù được thự chức Tư không hộ tào duyện, rồi nhận chức Thiều (huyện) lệnh, nhưng không đến nhiệm sở, mà theo quân đi Vô Chung. Gặp lúc lụt lội, đường sá không thông, Trù hiến kế giả cách lui quân, bỏ đường lớn theo đường nhỏ, nhằm đến Liễu Thành, tập kích Đạp Đốn thiền vu, Tháo khen hay. Quân Tào đánh bại Ô Hoàn, Tháo phong Trù làm Đình hầu. Trù tự thẹn vì trốn tránh núi sâu, không báo được thù giết chủ, nên từ chối, Tháo không ép. 

### Kiên trì giữ tiết, từ nhượng chức – tước
Công Tôn Khang ở Liêu Đông giết Viên Thượng, Trù điếu tế ông ta. Việc này bị Bùi Tùng Chi chỉ trích. 
Trù đem gia thuộc và họ hàng định cư ở huyện Nghiệp. Tào Tháo nhiều lần cưỡng ép Trù nhận chức – tước, ông rốt cục vẫn từ chối. Triều thần hạch tội Trù cố chấp trái lẽ, đòi trị tội. Tào Tháo không nỡ, mãi về sau mới giao cho Tào Phi cùng các đại thần nghị luận. Tào Phi đề nghị bỏ qua để thành toàn chí tiết cho Trù, được Tuân Úc, Chung Do tán đồng. Tháo vẫn muốn phong hầu cho Trù, sai Hạ Hầu Đôn thuyết phục ông, rốt cục vẫn không được. Tào Tháo đành thôi, phong ông làm Nghị lang.
Năm 214, Điền Trù mất, hưởng thọ 46 tuổi. Vì con ông cũng mất sớm, Tào Ngụy Văn đế đề cao đức nghĩa của ông, phong cháu gọi Trù bằng ông chú/ bác (tòng tôn) là Tục làm Quan nội hầu, để phụng tự ông. 

## Khảo chứng
1. ^  Trần Thọ, tlđd: Sơ Bình nguyên niên, nghĩa binh khởi, Đổng Trác dời đế đi Trường An. U Châu mục Lưu Ngu than rằng: "Tặc thần làm loạn, triều đình lưu vong, bốn bể ly loạn, chẳng ai còn bền chí được nữa. Thân là tông thất di lão, không thể giống như mọi người. Nay muốn sai sứ cho trọn lễ tiết của bề tôi, làm sao tìm được kẻ sĩ không nhục mệnh đây?" Mọi người bàn rằng: "Điền Trù tuy trẻ tuổi, nhưng được nhiều người khen là kỳ nhân." Trù khi ấy mới 22 tuổi. Ngu bèn soạn lễ vật mời gặp mặt, rất hài lòng về ông, nên thự làm tòng sự, sắp đặt ngựa xe cho ông. Sắp lên đường, Trù nói: "Nay đường sá trở ngại, giặc cướp tung hoành, xưng là quan phụng sứ, sẽ bị bọn chúng chú ý. Tôi cho rằng nên đi với tư cách cá nhân, mong sao đến nơi mới thôi." Ngu nghe theo. Trù quay về, tự tuyển gia khách cùng những kẻ dũng tráng trẻ tuổi được 20 kỵ sĩ cùng đi. Ngu đích thân làm lễ cúng tế lộ thần để đưa tiễn bọn họ. Thay vì chọn đường lớn, Trù bèn đổi hướng đi lên Tây Quan [2], xuất tái, men theo phương bắc, rảo thẳng Sóc Phương, trong một tuần đi tắt khỏi đấy, rồi đến Trường An trao thư. Có chiếu bái làm Kỵ đô úy. Trù cho rằng thiên tử đang mờ mịt chưa yên, không thể nhận vinh sủng như vậy. Triều đình nêu cao tiết nghĩa của ông. Tam phủ [3] cũng vời, đều không theo.

1. ^  Bùi Tùng Chi chú giải Trần Thọ, tlđd: Tiên hiền hành trạng chép: Trù sắp đi, dắt Ngu ra bí mật cùng bàn bạc. Trù nhân đó nói với Ngu rằng: "Nay đế chủ ấu nhược, gian thần thiện mệnh, biểu dâng lên đợi trả lời, sợ sẽ lỡ việc. Vả lại Công Tôn Toản cậy có quân đội mà ra tay tàn nhẫn, không sớm tính đến hắn, ắt phải hối hận về sau." Ngu không nghe. Trần Thọ, tlđd: Nhận được trả lời, vội quay về, chưa đến nơi, Ngu đã bị Công Tôn toản sát hại. Trù về đến, yết tế mộ của Ngu, bày mở chương biểu, khóc lóc rồi đi. Toản nghe được thì cả giận, treo thưởng bắt được Trù, nói rằng: "Mày sao tự ý đến khóc mộ Lưu Ngu, mà không đưa chương báo cho ta?" Trù đáp rằng: "Hán thất suy đồi, lòng người thay đổi, chỉ có Lưu công không mất trung tiết. Lời trong chương báo, đối với tướng quân chẳng có gì hay, e rằng không vui vẻ gì để đọc, nên không dâng lên. Huống hồ tướng quân sắp cử đại sự mà lại theo đuổi dục vọng cá nhân, đã giết đi bậc quân chủ vô tội, còn thù hằn bề tôi giữ nghĩa, tin rằng những việc này sẽ khiến sĩ phu Yên, Triệu thà đâm đầu xuống Đông Hải tìm chết, há chịu nhẫn nhịn đi theo tướng quân ư!" Toản khâm phục lời đáp ấy, tha không giết nữa. (Toản) câu thúc trong quân, ngăn cấm cố nhân của ông không được liên hệ. Có người thuyết phục Toản: "Điền Trù là nghĩa sĩ, ngài chẳng giữ lễ, còn cầm tù ông ta, e gây mất lòng người." Toản bèn thả Trù đi.

1. ^  Trần Thọ, tlđd: Trù được trở về phương bắc, soái cử tông tộc và những kẻ phụ tòng ông được mấy trăm người, vạch đất mà thề rằng: "Thù chủ không báo, ta không thể đứng trên đời." Rồi nhân đó vào núi Từ Vô, tìm chỗ đất bằng phẳng nơi sâu hiểm mà định cư, đích thân cày cấy để nuôi cha mẹ. Trăm họ theo về, mấy năm sau lên đến hơn 5000 gia đình. Trù nói với phụ lão của họ rằng: "Các anh không cho rằng Trù không ra gì, từ xa đến nương náu. Nhiều người sẽ làm nên chốn đô ấp, mà không được lãnh đạo thống nhất, sợ rằng không phải phép yên ổn lâu dài, xin hãy chọn ra một bậc trưởng giả hiền năng làm chủ." Đều đáp: "Đúng." Cùng nhau đề cử Trù. Trù nói: "Đã đến nước này, không thể cầu an là đủ, mà phải mưu tính việc lớn, phục thù rửa nhục. Thiết nghĩ e rằng chúng ta chưa đắc chí, thì những kẻ khinh bạc đã quấy rối hà hiếp lẫn nhau, trộm lấy niềm vui nhất thời, không có thâm mưu viễn lự. Trù có ngu kế, xin cùng các anh thi hành, được không?" Đều đáp: "Được." Trù bèn làm ra ước thúc cùng pháp luật về sát thương, trộm cắp, tranh tụng; tội nặng đến chết, nhẹ hơn chịu phạt, có hơn 20 điều. Lại chế định lễ nghi hôn nhân cưới gả, hưng cử công việc giáo dục giảng dạy, ban hành cho mọi người, ai cũng làm theo, đến mức trên đường không nhặt của rơi. Bắc biên hợp nhau phục tùng uy tín của ông, Ô Hoàn, Tiên Ti sai dịch sứ gởi cống vật, Trù đều từ chối, lệnh không được cướp bóc. Viên Thiệu mấy lần sai sứ chiêu mệnh, còn trao ấn tướng quân, Trù cũng cự tuyệt. Thiệu chết, con ông ta là Thượng lại vời, Trù rốt cục không đi.

1. ^  Trần Thọ, tlđd: Trù thường căm phẫn Ô Hoàn khi xưa nhiều lần giết hại quan viên quận mình, có ý muốn đánh dẹp nhưng không làm nổi. Năm Kiến An thứ 12, Thái Tổ bắc chinh Ô Hoàn, chưa đến, trước tiên sai sứ vời Trù, vừa mệnh Điền Dự truyền dụ chỉ. Trù dặn môn hạ mau chuẩn bị hành trang. Môn nhân nói rằng: "Xưa Viên công mộ ngài, lễ (vật) - mệnh (lệnh) năm lần đến, ngài đều bất khuất; nay sứ giả của Tào công một lần đi lại mà ngài đã sợ không kịp, sao vậy?" Trù cười mà đáp rằng: "Điều này không thể giải thích cho anh hiểu được!" Rồi theo sứ giả đến quân, thự chức Tư không hộ tào duyện, dẫn kiến Tư nghị. Hôm sau xuất lệnh rằng: "Điền Tử Thái không phải là (quan) lại do ta bổ nhiệm." Lập tức cử Mậu tài, bái làm Thiều lệnh, không đến nhiệm sở, theo quân đi Vô Chung. Khi ấy đang có mưa mùa hè, mà Tân Hải (đạo) trũng thấp, lầy lội không thông, giặc cũng chặn giữ nơi hiểm yếu, quân không tiến được. Thái Tổ lo lắng, đem hỏi Trù. Trù nói: "Đạo này, thu hạ thường có nước, nông thì không thông ngựa xe, sâu thì không nâng thuyền bè, khó đi lâu rồi. Xưa quận trị Bắc Bình tại Bình Cương, đi ra Lô Long, đến được Liễu Thành; từ niên hiệu Kiến Vũ đến nay, vùi lấp chẹn đứt, đã 200 năm, xem chừng có một con đường tắt đi được. Nay tướng giặc cho rằng đại quân đang ở Vô Chung, không tiến được thì lui, buông lỏng phòng bị. Nếu như lùi quân, từ Lô Long khẩu vượt chỗ hiểm yếu của Bạch Đàn, ra khu vực không có người, đường đi gần đó nên tiện lợi, nhằm lúc đối phương không phòng bị, đầu của Đạp Đốn có thể không đánh mà lấy được." Thái Tổ nói: "hay." Bèn đưa quân về, còn dựng những cây gỗ lớn ở bên đường cạnh mép nước, đề rằng: "Bây giờ đang hè, đường sá không thông, đợi đến thu đông, sẽ lại tiến quân." Kỵ binh do thám của giặc trông thấy, thực cho rằng đại quân đã đi rồi. Thái Tổ lệnh Trù đem người của ông làm hướng đạo, lên núi Từ Vô, ra Lô Long, qua Bình Cương, trèo Bạch Lang đôi, cách Liễu Thành 200 dặm, giặc mới nhận ra. Thiền vu đích thân lâm trận, Thái Tô cùng giao chiến, rồi chém được rất nhiều, đuổi theo lên phía bắc, đến Liễu Thành. Quân quay lại nhập tái, luận công hành phong, phong Trù làm Đình hầu, thực ấp 500 hộ... Trù tự cho rằng ban đầu vì tránh nạn, đưa người bỏ trốn, chí nghĩa không lập, ngược lại còn được lợi, không phải là bản ý, nên từ chối. Thái Tổ biết chí tâm của ông, đồng ý không ép.

1. ^  Trần Thọ, tlđd: Liêu Đông chém rồi gởi đầu của Viên Thượng, có lệnh ba quân ai dám khóc thì chém, Trù cho rằng đã từng được Thượng vời, bèn đi điếu tế. Thái Tổ cũng không hỏi. Thần Tùng Chi cho rằng vì Điền Trù không nhận mệnh của cha con Viên Thiệu, cho rằng bọn họ phi chánh vậy. Nên hết lòng về với Thái Tố, bày kế sách Lô Long. Suy ra việc Viên Thượng bôn ba, mất đầu ở Liêu Đông, đều là do Trù vậy. Đã tỏ rõ ông ta là giặc, sao lại điếu tế đầu của ông ta chứ? Bằng như cho rằng từng được vời gọi, theo nghĩa phải trung thành với ông ta, ắt không nhận lời bày mưu cho kẻ khác, khiến ông ta đến nông nỗi này. Việc làm này của Trù, thật là không hợp tình lý, so với Vương Tu khóc Viên Đàm, ngoài mặt thì giống mà trong lòng thì khác vậy.

1. ^  Trần Thọ, tlđd: Trù đem hết gia thuộc cùng tông nhân hơn 300 gia đình định cư ở Nghiệp. Thái Tổ tứ Trù xe, ngựa, lúa, lụa, đều chia cho tông tộc cùng hưởng. Tòng chinh Kinh Châu trở về, Thái Tổ truy niệm công lao của Trù rất lớn, hận khi trước đồng ý cho Trù từ nhượng, nói: "Ấy là hoàn thành chí hướng của một người, mà gây hại cho vương pháp đại chế vậy." Vì thế bèn đem tước khi trước phong cho Trù... Trù dâng sớ trần tình, lấy cái chết để thề. Thái Tổ không nghe, muốn dẫn bái ông, đến lần thứ tư, cuối cùng không thụ. Hữu tư hặc Trù hẹp hòi trái đạo, cầu lập tiểu tiết, nên miễn quan gia hình. Thái tổ trọng việc làm của ông, trì hoãn một thời gian dài. Bèn giao xuống cho thế tử cùng đại thần bác nghị; thế tử cho rằng Trù giống Tử Văn từ lộc, Thân Tư trốn thưởng, nên đừng ép để khen ngợi tiết tháo của ông. Thượng thư lệnh Tuân Úc, Tư lệ hiệu úy Chung Do cũng cho rằng có thể theo... Thái Tổ vẫn muốn phong hầu cho ông. Trù vốn cùng Hạ Hầu Đôn thân thiện, Thái Tổ nói với Đôn rằng: "Hãy đi lấy tình mà bảo ông ta, cứ xem là lời của anh, đừng nói là ý của tôi." Đôn ghé nhà Trù nghỉ qua đêm, làm theo lời dạy của Thái Tổ. Trù đoán biết ý định của ông ta, không nhắc lại lời nào. Đôn sắp đi, vỗ vai Trù nói: "Anh Điền, ý chúa ân cần, hãy đừng cố chấp nữa!" Trù đáp rằng: "Sao lại nói quá như vậy! Trù là người phụ nghĩa trốn tránh, nhờ ơn được sống, là may mắn lắm rồi. Há dám bán Lô Long chi tái [4] để đổi lấy thưởng lộc ư? Đem của công cho riêng Trù, Trù một mình không thẹn với lòng ru? Tướng quân vốn biết Trù, mà còn như thế này, bằng như bất đắc dĩ, xin tự vẫn để giữ như trước." Nói chưa dứt, nước mắt chảy quanh. Đôn trình bày lại với Thái Tổ. Thái Tổ bùi ngùi biết không thể khuất, bèn bái làm Nghị lang.

1. ^  Trần Thọ, tlđd: Được 46 tuổi thì mất. Con lại mất sớm. Văn đế tiễn tộ, đề cao đức nghĩa của Trù, tứ tòng tôn của Trù là Tục tước Quan nội hầu, để phụng tự ông.